# Entlastungswehr
Entlastungswehre sind Wehranlagen, die kontrolliert Entlastungswasser in den natürlichen Vorfluter einleiten. Entlastungswehre haben die Aufgabe, bei starken Regenereignissen das Mischwasser, welches von der Kanalisation nicht mehr gefasst werden kann, in den Vorfluter zu entlassen, da ansonsten durch den entstehenden Rückstau Keller volllaufen und das Wasser aus den Kanaldeckeln treten könnte. Wenn der Zufluss einen definierten Grenzwert überschreitet, fährt die Wehrplatte so gesteuert in eine tiefere Position, in der der Zufluss der Entlastung entspricht. Hierdurch wird ein weiterer Anstieg der Wasserspiegellage im Kanalsystem verhindert. Der Aufbau der Entlastungswehre entspricht dem gleichen Prinzip wie bei einem Kaskadenwehr: Die Wehrplatte besteht aus einem Edelstahlmantel mit einem Stahlbetonkern.
Eine Entlastungsvorrichtung, die nicht der zufließenden Wassermenge angepasst werden kann stellt das Trennbauwerk dar.

## Einsatzbereich
In der Siedlungswasserwirtschaft werden Entlastungswehre mit Stauraumkanälen kombiniert eingesetzt. Sie werden als Alternative zu herkömmlichen starren Drosselorganen oder festen Schwellen gebaut. Stauraumkanäle können so außer an Ein- und Auslass zusätzlich mittig entlasten. Dadurch wird der Stauraumkanal in einen Retentionsteil und einen Klärteil unterteilt: Der unterhalb des Entlastungswehrs liegende Teil staut den ersten Niederschlagsabfluss ein und leitet diesen gedrosselt weiter zur Kläranlage. Der oberhalb gelegene Teil reinigt mechanisch das zuströmende Abwasser durch Sedimentation. 